# Fontenai-sur-Orne
Fontenai-sur-Orne település Franciaországban, Orne megyében. Lakosainak száma 316 fő (2018. január 1.). Fontenai-sur-Orne Goulet, Tanques, Fleuré, Loucé, Sarceaux és Écouché-les-Vallées községekkel határos.

## Népesség
A település népességének változása:
| Lakosok száma | 244  | 241  | 238  | 316  |
|               | 2013 | 2015 | 2017 | 2018 |